# Macross 82-99
Macross 82-99 (estilizado comoマクロス MACROSS 82-99 o MACROXX 82-99) es un productor de música electrónica y DJ nacido en Ciudad de México, residente en Osaka, Japón.
Su música combina elementos de plunderphonics, disco, jazz fusión, house, hip hop y city pop, y comúnmente utiliza sonidos de videojuegos, cultura pop japonesa, así como anime de los años 80 y 90, sobre todo Sailor Moon, como figuras estéticas. 
Los álbumes de 2013 de Macross 82-99ネオ東京 (Neo Tokyo) y SAILORWAVE, junto con la cohorte musical Hit Vibes de Saint Pepsi, se citan comúnmente como el punto de origen del subgénero Future Funk que combina la producción basada en samples junto con el enfoque y lenguaje visual del vaporwave e influencias de la música house y French House.
El "82-99" en el nombre artístico del artista se refiere a Super Dimension Fortress Macross. El anime, que inspiró sonora y visualmente el proyecto.

## Carrera
La música de Macross 82-99 ha sido descrita "donde los samples de J-pop y disco convergen junto con atmósferas ambientales y estéticas del vaporwave".
Macross 82-99 Ha colaborado con artistas como Yung Bae, Sarah Midori Perry de Kero Kero Bonito y el compositor de la serie de manga y anime japonés Ranma ½ Hideharu Mori.
El tema "Fun Tonight", (un remix del tema de "I Wanna Be With You" de Armenta del año 1983), tiene más de 17 millones de reproducciones en Spotify. Antes de la eliminación del canal de YouTube Artzie Music, "Fun Tonight"  tuvo más de 10 millones de visitas entre diferentes vídeos subidos a través de la plataforma.
También es miembro de Sailor Team, un colectivo musical de productores de géneros como Future Funk y French House.

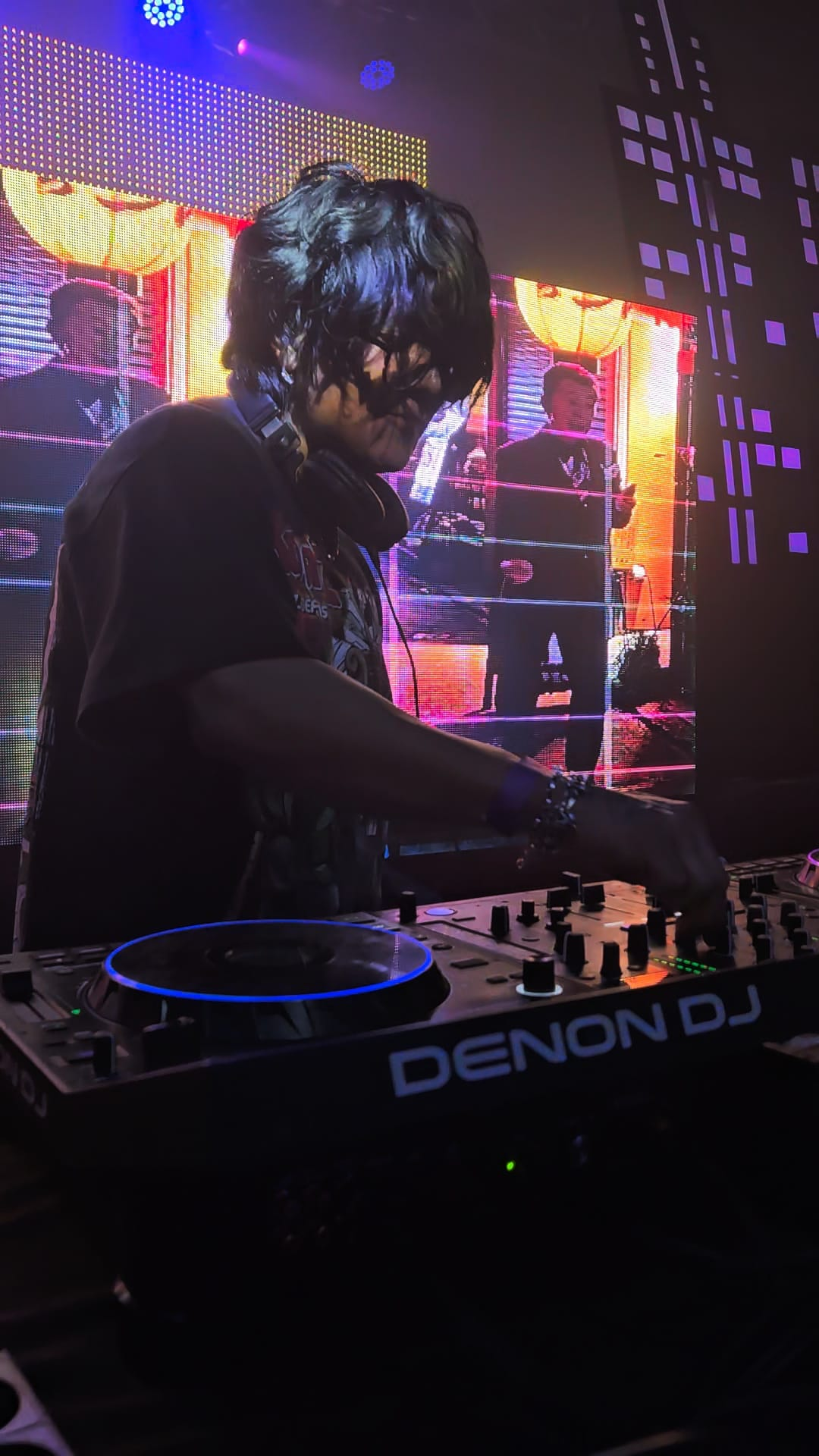
Macross 82-99 pinchando en la fiesta Atomic Pixel Party en Barcelona

Macross 82-99 ha realizado giras por Asia y América del Norte.

## Distribución de música
Los primeros sencillos de Macross 82-99 estaban disponibles exclusivamente en plataformas de streaming como Soundcloud o Bandcamp de forma digital, tanto gratuita como de pago, y en vídeos subidos a través de diversas plataformas digitales.
Desde el año 2017, con el lanzamiento de A Million Miles Away en cinta de casete, el sello Neoncity Records ha lanzado varios álbumes en casete, vinilo y CD de edición limitada, claramente influenciados por el resurgimiento de los discos de vinilo y con el deseo de llevar la cultura del casete originaria del Vaporwave a la escena Future Funk.
El fundador y propietario del sello, Davy Law, expresó que el éxito que tuvo este lanzamiento es lo que le ha convencido de seguir con su sello como un negocio aceptable.

## Discografía
| Año de lanzamiento | Título                          | Sello                              | Artistas contribuyentes |
| ------------------ | ------------------------------- | ---------------------------------- | --- |
| 2013               | ネオ東京                        | KEATS//COLLECTIVE Neoncity Records | PROUX, SOUL BELLS, Lé Real 現実                                                                                            |
| 2013               | SAILORWAVE                      | Fortune 500 Neoncity Records       | Dinosaurus Rex, Saint Pepsi                                                                                                |
| 2014               | A Million Miles Away            | Neoncity Records                   | Sarah Bonito, Soul Bells, Beat Poems, Rollergirl, mothica, Lancaster, Andrew Walker (Diseño de portada)                    |
| 2015               | ¡CHAM!                          | Neoncity Records                   | kokayna, alma tímida, diana shroomy, Libano, Strider Kun, ローマンRoman, Andrew Walker (Diseño de portada)                 |
| 2017               | アイドル、さくら Idols, Sakura  | Lanzamiento propio                 | Lotus Cloud, Lé Real, Night Tempo, Punipunidenki, Fancy Sedated, Samsi, Chieko                                             |
| 2017               | Sailorwave II                   | Neoncity Records                   | Kamei, Punipunidenki, Lé Real, Desired, Aritus, Night Tempo, Yung Abe, UPPER (masterización), Davy Law (Diseño de portada) |
| 2018               | Nakatomi Tower ( A Xmas Album ) | Lanzamiento propio                 | |
| 2020               | Shibuya Meltdown                | Neoncity Records                   | TORIENA, SHUUU, Vantage, Puniden                                                                                           |
| 2022               | Sailorwave III                  | Neoncity Records                   | Neon Vectors, Chieko, Emi Aramaki, Vantage                                                                                 |

| Año de lanzamiento | Título                                               | Sello               | Artistas contribuyentes                                    |
| ------------------ | ---------------------------------------------------- | ------------------- | ---------------------------------------------------------- |
| 2013               | "R E F R E S H I N G [マクロスMACROSS 82-99 REBOOT]" | Lanzamiento propio  | Infinity Frequencies                                       |
| 2013               | [夏日]                                               | Business Casual 87' |                                                            |
| 2013               | "CITY"                                               | Artzie Music        | Architecture in Tokyo                                      |
| 2014               | "私は愛に ハイです - Yung Bae [マクロス 82-99 Edit]" | Lanzamiento propio  | Yung Bae                                                   |
| 2014               | "Selfish High Heels"                                 | Neoncity Records    | Yung Bae, Harrison                                         |
| 2015               | "セーラーチーム"                                     | Lanzamiento propio  | Kitty, RyeRye                                              |
| 2016               | Jutsu EP                                             | Lanzamiento propio  | コンシャスTHOUGHTS                                         |
| 2016               | "If I Ran Into You"                                  | DaFuture            | Yung Abe                                                   |
| 2017               | "Own Way (MACROSS 82-99 Remix)"                      | Lanzamiento propio  | Yung Abe, CrClub, Chieko Crisalys (album artwork)          |
| 2017               | "Your Body (MACROSS 82-99 Remix)"                    | Lanzamiento propio  | Chieko, Crisalys (Diseño de portada)                       |
| 2017               | "City Pop"                                           | Lanzamiento propio  | Lé Real                                                    |
| 2017               | "Sakura"                                             | Lanzamiento propio  | Punipunidenki, Lé Real                                     |
| 2017               | "Aogashima Island !"                                 | Lanzamiento propio  | Crisalys (Diseño de portada)                               |
| 2018               | "Fresh !"                                            | Lanzamiento propio  | Flamingosis                                                |
| 2018               | Summer Touch                                         | Neoncity Records    | Flamingosis, Morning, Neon Vectors, R4wone (masterización) |
| 2018               | "Brighter Days"                                      | Lanzamiento propio  | O D I (Diseño de portada)                                  |
| 2019               | "Pixel Bomb"                                         | Lanzamiento propio  |                                                            |
| 2019               | "Pocari Lips"                                        | Lanzamiento propio  |                                                            |
| 2019               | "Party !"                                            | Lanzamiento propio  | SHUUU                                                      |
| 2020               | Sendagi Collection                                   | Neoncity Records    | Vantage                                                    |
| 2020               | "Plástico Amor"                                      | Lanzamiento propio  | AnnieK                                                     |
| 2020               | "Night Ride (Macross 82-99 Remix)"                   | Neoncity Records    | Emi Aramaki                                                |
| 2020               | "Love 4 You"                                         | Neoncity Records    |                                                            |
| 2022               | "Two of a Kind"                                      | Lanzamiento propio  | Neon Vectors                                               |
| 2021               | "Konnichiwa"                                         | Lanzamiento propio  |                                                            |
| 2022               | "Dance Tonite"                                       | Lanzamiento propio  | Neon Vectors                                               |
| 2023               | CLUB 84                                              | Neoncity Records    | Neon Vectors, Vantage                                      |

| Año de lanzamiento | Título                   | Sello            | Artistas contribuyentes                                                                              |
| ------------------ | ------------------------ | ---------------- | --- |
| 2014               | Summer Paradise / [夏日] | Business Casual  | architecture in tokyo                                                                                |
| 2018               | Sailor Team Hits!        | Neoncity Records | Night Tempo, Nanidato, Desired                                                                       |
| 2019               | Otaku Spirit Sessions    | Not on label     | Yasutaka Mizunaga, Fumitaka Anzai, Hideharu Mori, Mimi Izumi Kobayashi, Night Tempo, Desired, Tanuki |

| Año  | Título                             | Sello              |
| ---- | ---------------------------------- | ------------------ |
| 2014 | MIX 4 AMDISCS                      | AMDISCS            |
| 2017 | Live ! As played in Monterrey 2017 | Lanzamiento propio |